# Castelu
Castelu (autres noms : Chiostel, Keustelli et Köstel en turc) est une ville de Roumanie, dans le județ de Constanța.

## Histoire
En 1842, Alexis de Valon parle d'un « hameau perdu au milieu du désert » composé de quelques huttes.

## Démographie
Lors du recensement de 2011, 70,57 % de la population se déclarent roumains, 7,06 % comme roms, 10,25 % comme turcs et 3,37 % comme tatars (8,48 % ne déclarent pas d'appartenance ethnique et 0,24 % déclarent appartenir à une autre ethnie).

## Politique
| Parti | Parti                                                          | Sièges |
| ----- | -------------------------------------------------------------- | ------ |
|       | Parti social-démocrate (PSD)                                   | 5      |
|       | Parti national libéral (PNL)                                   | 3      |
|       | Parti Mouvement populaire (PMP)                                | 6      |
|       | Union démocrate des Tatars turco-musulmans de Roumanie (UDTTR) | 1      |